# أمين أحمد الحضراني
أمين أحمد محمد الحضراني هو شاعر يمني. وهو أخ الشاعر إبراهيم أحمد الحضراني. ولد عام 1967 في مدينة زنجبار. انتقل مع أسرته إلى صنعاء وفيها تلقى تعليمه الابتدائي. انتقل إلى المملكة العربية السعودية وفيها أكمل تعليمه الإعدادي والثانوي في مدينة الطائف. بد أن أتم تعليمه الثانوي عاد إلى اليمن. حصل على منحة جامعية إلى ولاية إلينوي الأمريكية في مجال الهندسة الإلكترونية، أُلغيت منحته وعاد إلى الوطن بعد حرب الخليج الثانية حاملاً معه بكلاريوس رياضيات. بدأت موهبته الشعرية في سن العشرين، واشتهر بعد قصيدته الغنائية (تم الجميل يا جميل).